# Портланд Трейл Блейзърс
„Портланд Трейл Блейзърс“ е професионален баскетболен отбор от Портланд.
Състезава се в НБА в Северозападната дивизия на Западната конференция. Собственик на отбора до 2018 г. е  Пол Алън, съосновател на Майкрософт след смъртта му управлението преминава в сестра му Джоди.

## История
Отборът е основан през 1970, когато към НБА се присъединяват още отборите на Лос Анджелис Клипърс и Кливланд Кавалиърс. При първото си класиране за плейофите през 1977, стават шампиони на НБА. На финалите се срещат с Филаделфия Севънтисиксърс и печелят серията с 4-2 победи, след като губят първите две срещи. Така отборът става едва втория в историята след Бостън Селтикс (през 1969), който печели финална серия след загуби в първите две срещи. Това е и единствената им титла до този момент, след като играят още два финала, но ги губят съответно срещу Детройт Пистънс през 1990 (1-4 победи) и Чикаго Булс през 1992 (2-4 победи).
От 1983 до 2003 отборът се класира без прекъсване за плейофите на НБА (21 пъти). Друг рекорд са 814 поредни разпродадени домакински срещи от 1977 до 1995, което е все още непобеден рекорд в американския професионален спорт.
През сезон 2010 – 2011 отборът е воден от лидера си Ламаркъс Олдридж и испанския национал Руди Фернандес. След 48 победи и 34 загуби в редовния сезон, Трейл Блейзърс се класират за плейофите, където ще се опитата да се класират за втория кръг за пръв път от 2000.
През сезон 2014/15 отборът печели за първи титлата на дивизията си от 16 години.  
През май 2017 отборът променя досегашното си лого с ново и по-модерно, както се изразява Крис МакГоуън, президент на франчайза.
През сезон 2018-19 Блейзърс завършват на трето място в конференцията. В първия кръг на плейофите побеждават фаворизирания отбор на Оклахома Сити Тъндър в петия мач от серията, след като Деймиън Лилард отбелязва победна тройка от над 13 метра, заедно със сигнала от сирената. Този момент остава, като един от най-великите изстрели в "Clutch Time", за всички времена.
След раздялата с треньор Стотс през 2021 г., назначаването на Чаунси Билъпс за следващ главен треньор, води до големи промени. СиДжей МакКолъм, дългогодишния партньор в защита на Деймиън Лилард, е изпратен в Ню Орлиънс Пеликанс. Почти по същото време, отборът се разделя с: Робърт Ковингтън, Дерик Джоунс мл., Норман Пауъл, Зак Колинс и др.
През сезон 2022-23, младата звезда на отбора Анфърни Симънс, носител на приза Slam Dunk'21, в комбинация с един от най-добрите центрове в лигата Юсуф Нуркич, новите попълнения Джош Харт, Джеръми Грант и Гари Пейтън мл., както и новобранците от драфта Шейдън Шарп и Джабари Уокър подпомагат едноличния топ-реализатор на Портланд, Деймиън Лилард. През зимния трансферен прозорец, отбора привлича Кевин Нокс Дж. и Кам Редиш, но се разделя с Джош Харт (разменен за Редиш; Ню Йорк Никс). Отбора губи възможността си за участие в плейофите през заключителната част от редовния сезон и с това се насочва, към възможно най-висок потенциален избор за драфта през лятото. 
Лотарията за драфта ('23) отрежда на отбора избори под номер 3 и 23, от първия кръг и номер 43 от втори кръг. Във вечерта на избора на 22.06.2023 г., са избрани: Скуут Хендерсън (3); Крис Мъри (23) и Райан Рупърт (43). 

## Известни играчи
- Деймиан Лилард
- Брандън Рой
- Грег Одън
- Клайд Дрекслър
- Арвидас Сабонис
- Тери Портър
- Дражен Петрович
- Виктор Хряпа
- Скоти Пипън
- Бил Уолтън
- Джеф Петри
- СиДжей МакКолъм